# 細尾銼甲鯰
細尾銼甲鯰（學名：Rineloricaria misionera），為輻鰭魚綱鯰形目甲鯰科的其中一種，為亞熱帶淡水魚，分布於南美洲阿根廷烏拉圭河及巴拉那河流域，體長可達9.7公分，棲息在沙石底質的急流區底層水域，生活習性不明。

## 扩展阅读
維基物種上的相關：細尾銼甲鯰